# کلوانق (آذرشهر)
کلوانق یکی از روستاهای استان آذربایجان شرقی است که در دهستان قبله‌داغیبخش حومه واقع شده‌است.این روستا ۳۶۸ نفر جمعیت دارد.